# Мецалуна

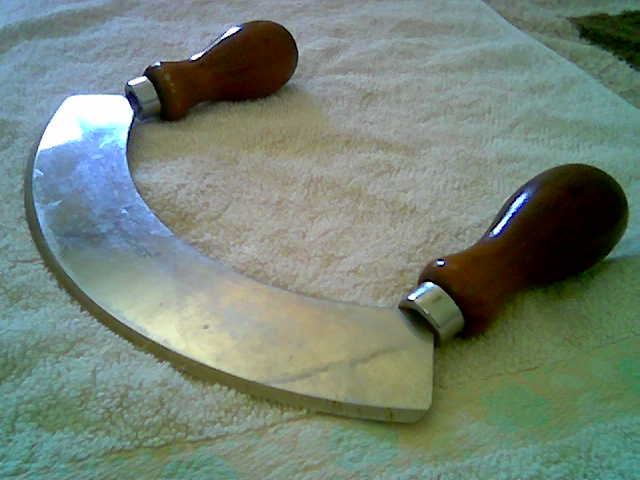
Мецалуна з одним лезом

Меццалуна (італ. mezzaluna, МФА (італ.): [ˌmɛddzaˈluːna]) — ніж, що складається з одного чи кількох вигнутих лез з ручкою на кожному кінці, подрібнення інгредієнтів яким відбувається за рахунок похитування ним.

## Назва
Назва mezzaluna у перекладі з італійської означає «половина місяця» або «півмісяць», походить від форми леза. За межами Італії зустрічається як у своїй оригінальній назві, так і під назвами «ніж для рубки», «гойдалка», «ніж для зелені», «чоппер».

## Призначення
Зазвичай мецалуна застосовується для подрібнення трав або часнику, але може бути використана також для рубання інших продуктів, наприклад, сиру та м'яса. Дуже великі однолезові версії ножа іноді використовуються для різання піци. В Італії за  допомогою цього ножа готують софіто, песто і т.п..

### Дошка для нарізання
Мецалуна може продаватися разом із спеціальною дошкою з поглибленням.

## Різновиди

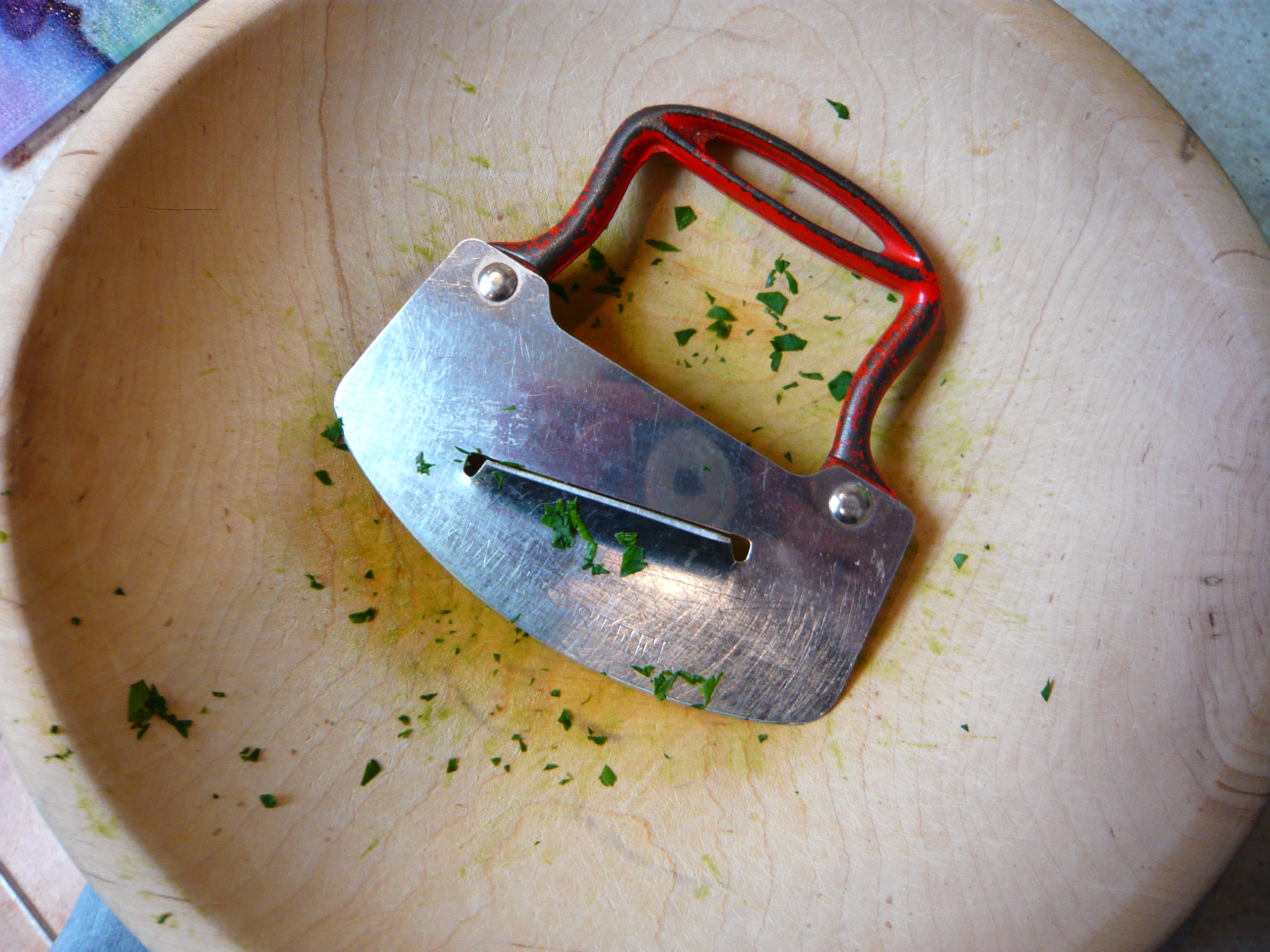
Мецалуна з одним мінілезом
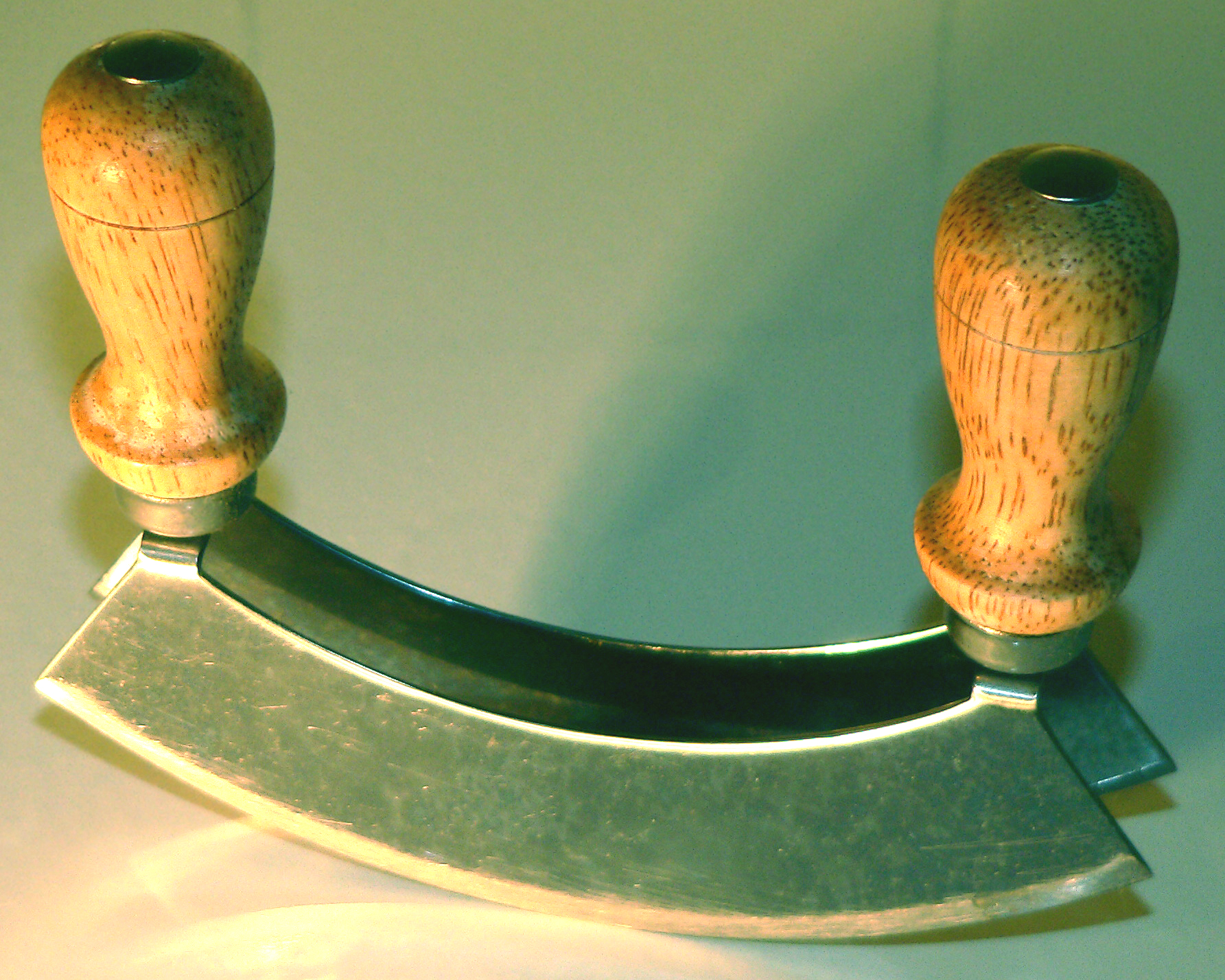
Мецалуна з двома лезами
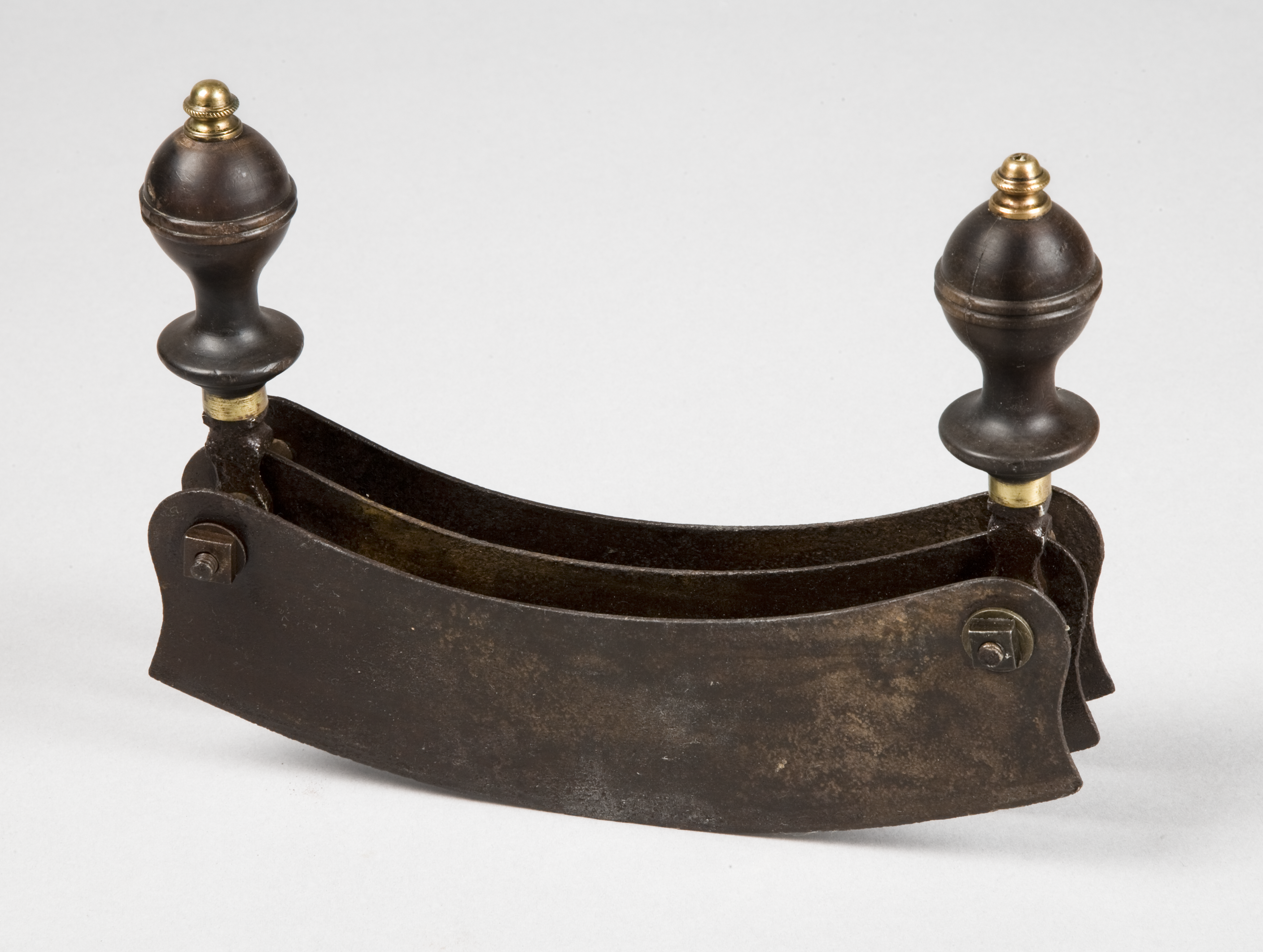
Мецалуна з трьома лезами
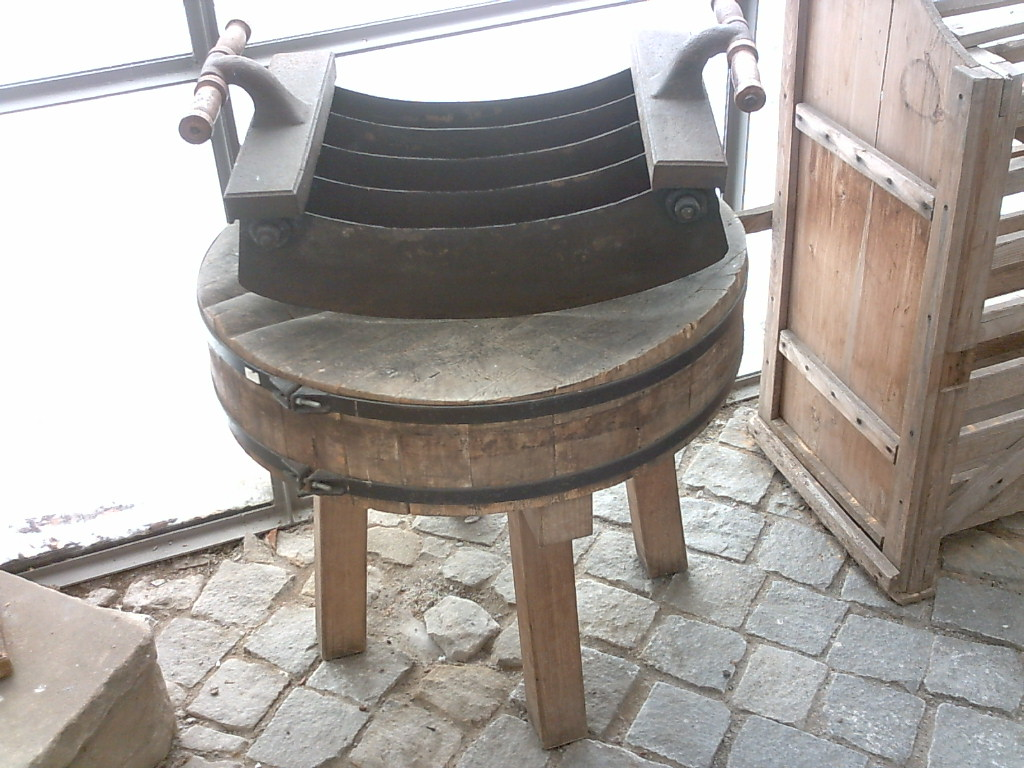
Мецалуна з п'ятьма лезами
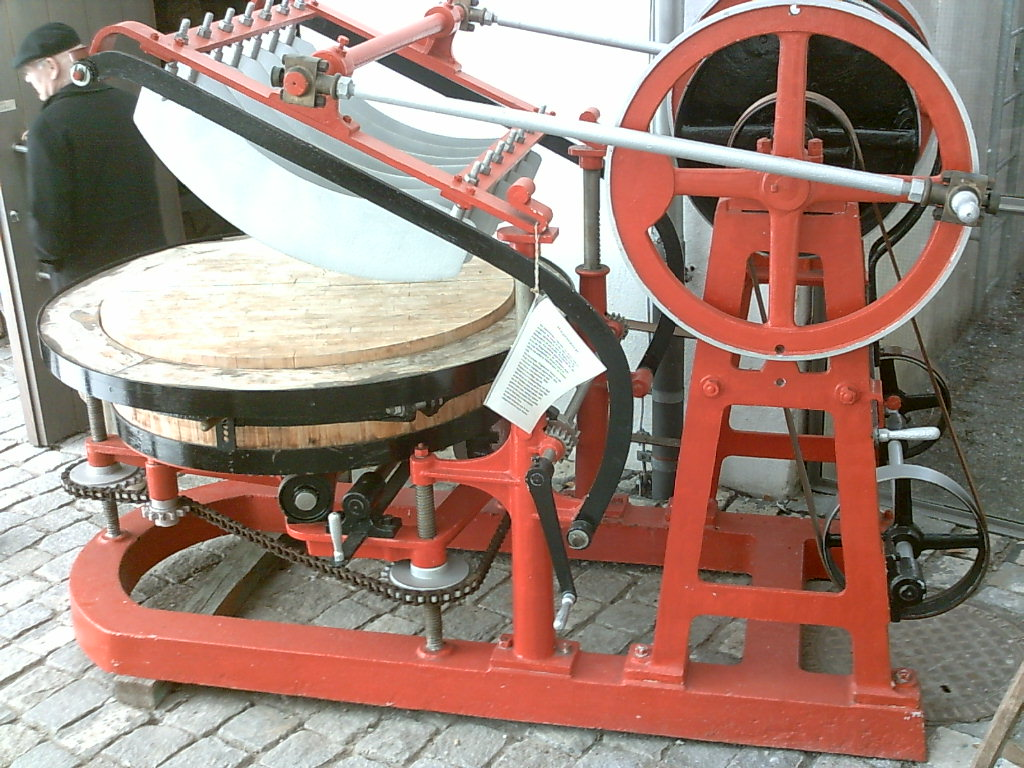
Механізована мецалуна